# Horton Bay
Horton Bay – jednostka osadnicza w USA, w stanie Michigan, w hrabstwie Charlevoix. Nazwa miejscowości pochodzi od nazwy zatoki jeziora Charlevoix, nad którą leży.